# Paa Slaget 12
|  | Denne artikel er oprettet af botten PalnaBot ud fra en ekstern database. Den kan derfor have sproglige fejl eller mangler. Denne skabelon kan fjernes efter kontrol af indholdet. |

|  | For musikgruppen af samme navn, se På Slaget 12 |
Paa Slaget 12 er en film instrueret af A.W. Sandberg.